# Uźmiony
Uźmiony (biał. Узмёны; ros. Узмёны) – agromiasteczko na Białorusi, w obwodzie witebskim, w rejonie miorskim, w sielsowiecie Uźmiony.
Siedziba parafii prawosławnej; znajduje się tu cerkiew pw. św. Mikołaja Cudotwórcy z 1882 r.

## Historia
W czasach zaborów słoboda w gminie Leonpol, w powiecie dzisieńskim, w guberni wileńskiej Imperium Rosyjskiego.
W latach 1921–1945 osada leżała w Polsce, w województwie wileńskim, w powiecie dziśnieńskim (od 1926 w powiecie brasławskim), w gminie Leonpol.
Według Powszechnego Spisu Ludności z 1921 roku zamieszkiwały tu 25 osób, 1 była wyznania rzymskokatolickiego a 24 prawosławnego. Jednocześnie 24 mieszkańców zadeklarowało polską a 1 białoruską przynależność narodową. Było tu 5 budynków mieszkalnych. W 1931 w 5 domach zamieszkiwało 48 osób.
Wierni należeli do parafii rzymskokatolickiej w Leonpolu i miejscowej prawosławnej. Miejscowość podlegała pod Sąd Grodzki w Drui i Okręgowy w Wilnie; właściwy urząd pocztowy mieścił się w Leonpolu.
W okresie międzywojennym umiejscowiona była tu strażnica KOP „Uzmiany”.
W wyniku napaści ZSRR na Polskę we wrześniu 1939 miejscowość znalazła się pod okupacją sowiecką. 2 listopada została włączona do Białoruskiej SRR. Od czerwca 1941 roku pod okupacją niemiecką. W 1944 miejscowość została ponownie zajęta przez wojska sowieckie i włączona do Białoruskiej SRR.
Od 1991 w składzie niepodległej Białorusi.